# استخراج آب‌های پنهانی
استخراج آب‌های پنهانی (به عربی: النباط المیاء الخفیه) کتابی است که در حدود سال ۱۰۱۰ میلادی توسط ابوبکر کرجی نوشته شده است. کرجی این کتاب را برای ابی‌غانم معروف بن محمد نوشته و در آن حاصل یافته‌ها و تجربه‌های شخصی خود و آنچه که پیشینیان دربارهٔ حفر قنات گفته و نوشته‌اند را آورده است. این رساله با وجود اینکه به مسائل علمی پرداخته اما چندان مورد استفاده قرار نگرفته و در زمان خود به دست فراموشی سپرده شده است. در واقع آنان که می‌توانسته‌اند از آن بهره‌مند شوند (یعنی مقنیان) خیلی کم قادر به خواندن بوده‌اند، حتی بعضی کاملاً بی‌سواد بوده‌اند، به ویژه در مورد زبان علمی آن زمان، یعنی زبان عربی. حتی با فرض اینکه قادر به خواندن متن عربی بوده‌اند، تردیدی نیست که قادر به درک سطح علمی این رساله نبوده‌اند.
کرجی در این کتاب به وضوح از کرویت و نیروی جاذبه زمین و قوانین تعادل و حرکت که چندین قرن بعد توسط دانشمندان اروپایی (گالیله و کپلر و نیوتن و ...) مطرح شد سخن می‌راند.
«استخراج آب‌های پنهانی» نخستین بار در سال ۱۹۴۱ و در دانشگاه اسلامی حیدرآباد به زبان عربی چاپ شد. پیش از آن سه نسخه دستنوشت از آن وجود داشت. حسین خدیو جم در سال ۱۳۴۵ خورشیدی (۱۹۶۶ میلادی) این کتاب را ترجمه و بنیاد فرهنگ ایران آن را منتشر کرد.

## تاریخچه
امروزه تعیین تاریخ دقیق تألیف کتاب «استخراج آب‌های پنهانی» ممکن نیست. کرجی این کتاب را پس از بازگشت از بغداد به زادگاه خود (سرزمین جبل) نوشته است. احتمالاً کرجی در حدود سال ۴۰۳ ه. ق یا کمی پیش از آن عراق را به قصد طبرستان ترک کرده است؛ چرا که ابوغانم معروف بن محمد وزیر منوچهر بن قابوس بوده و منوچهر از سال ۴۰۳ به بعد سلطنت کرده است. از نوشته کرجی چنین برمی‌آید که وی پیش از وزارت ابوغانم به طبرستان بازگشته است.
کرجی در مقدمهٔ کتاب «استخراج آب‌های پنهانی» از ابوغانم به نیکی یاد کرده و این کتاب را برای او نوشته است. کرجی در مقدمهٔ کتاب چنین می‌نویسد:
 چون به سرزمین عراق وارد شدم و مردم آن دیار را از کوچک و بزرگ دوستدار دانش دیدم، دریافتم که دانش و اهل دانش را بزرگ و محترم می‌شمارند، در مدتی که در آنجا بودم تصنیفی در حساب و هندسه پرداختم. سرانجام وقتی به سرزمین جبل [=طبرستان؟] بازگشتم مطالبی که از اوضاع عراق تصنیف کرده بودم در جبل گم شد و ناپدید گشت. شعلهٔ اشتیاق تصنیف فرو نشست و طبع آماده به تألیف فرو افسرد تا آنکه خدا سرزمین جبل و مردم آن را به دیدار مولانا الوزیر، الرئیس، السید الاجل المنصور ولی النعم ابوغانم معروف بن محمد یاری فرمود.

## فصل‌ها
کتاب «استخراج آب‌های پنهانی» شامل ۳۰ فصل است. عنوان‌های فصل‌های کتاب و برخی مباحث مطرح شده در آن‌ها عبارتند از:
- مقدمه
- فصل اول: توصیف زمین [مفاهیمی از زمین‌شناسی که برای عصر خود بسیار تازه بوده است.]
- فصل دوم: دنباله توصیف زمین
- فصل سوم: نکاتی چند درباره آب‌های زیرزمینی * فصل چهارم: توصیف کوه‌ها و صخره‌هایی که نشان از آب‌های زیرزمینی دارند
- فصل پنجم: بررسی زمین‌هایی که دارای آب است
- فصل ششم: گیاهان وجود آب را نشان می‌دهند
- فصل هفتم: توصیف کوه‌های خشک و زمین‌های کم‌آب
- فصل هشتم: آب‌های گوناگون و طعم آن‌ها
- فصل نهم: بررسی آب‌های سنگین، سبک، رقیق، گرم، شیرین، نامطبوع
- فصل دهم: طریقه تصفیه آب‌های فاسد
- فصل یازدهم: فصول سال شمسی
- فصل دوازدهم: بررسی اقسام گوناگون زمین
- فصل سیزدهم: مطالب مختلف پیرامون نکات گوناگون
- فصل چهاردهم: تعیین حریم قنوات و چاه‌های آب براساس قوانین اسلام
- فصل پانزدهم: بحثی درباره حریم قنات
- فصل شانزدهم: دنباله مسئله حریم
- فصل هفدهم: طرق رفع موانع طبیعی در راه حفر قنات
- فصل هجدهم: برگرداندن مسیر آب به کمک دهلیزهای زیر زمینی
- فصل نوزدهم: طرز تهیه سیمان برای اجرای بعضی قسمت‌های این دهلیزها
- فصل بیستم: طرز بردن آب از زمین‌های قابل نفوذ بدون استفاده از لوله
- فصل بیست و یکم: ابزاری برای اندازه‌گیری زمین
- فصل بیست و دوم: چگونه با این ابزار اندازه‌گیری کنیم
- فصل بیست و سوم: ابزاری که من ابداع کرده‌ام، طرز کار و مبانی علمی آن
- فصل بیست و چهارم: ابزاری که با آن می‌توان بلندای کوه‌ها را اندازه‌گیری کرد همچنین فاصله‌ای که ما را از یک قله یا هر نقطه مرتفع قابل رؤیتی جدا می‌کند، یا فاصله میان دو قله یا دو نقطه مرتفع قابل رویت، هنگامی که نتوان این فواصل را از روی زمین اندازه گرفت با این وسیله قابل محاسبه است. مباحثی در طرز کار آن.
- فصل بیست و پنجم: چگونه یک دهلیز زیرزمینی بسازیم
- فصل بیست و ششم: چگونگی حفظ سطح، چه در بالا و چه در پایین دهلیز
- فصل بیست و هفتم: چگونه در خم دهلیز زیرزمینی چاه هواکش حفرکنیم
- فصل بیست و هشتم: در نگهداری دهلیز زیرزمینی
- فصل بیست و نهم: در چگونگی راه آبی که بسته شده است
- فصل سی‌ام: در باب نکات و شرایطی که باید در قرارداد بامقنی قید شود و نحوهٔ سرپرستی کارها

## یادواره حاسب کرجی
کتاب استخراج آب های پنهان در حدود سال 355 ق/966 م، در دوره سامانیان، توسط ابوبکر محمد بن حسن (حسین) حاسب کرجی به زبان عربی تالیف شده است. این نویسنده اهل کرج بوده است. 
در پنجمین جشنواره مهندسی و مدیریت آب ایران که در اواخر سال ۱۳۹۴ برگزارشد، از مقام این دانشمند تجلیل شده‌است. ابوبکر کرجی، نقشه برداری های دقیقی برای اندازه‌گیری شیب کف‌کاریز انجام‌داده و وسایل اندازه‌گیری دقیقی از جمله ارتفاع‌ یاب، زاویه‌یاب و تراز دایره‌ای را اختراع کرده‌است. کتاب استخراج آب‌های پنهان کرجی، در سال ۱۳۴۵ به توصیه استاد پرویز ناتل خانلری، توسط حسین خدیوجم، از زبان عربی به فارسی برگردانده و به وسیله استاد احمد آرام تصحیح شده‌است. به گفته ی مترجم در مقدمه کتاب توجه می کنیم. باید دانست کرجی نابغه ی ناشناخته و گمنام ایرانی، با ابوریحان بیرونی، زکریای رازی و ابن سینا معاصر بوده‌است. او از پیشگامان علوم مهندسی و مباحث مختلف علوم آب (هواشناسی، هیدرولوژی و آب‌های زیرزمینی) و مهندسی آب (حفر کاریز و نقشه برداری) بوده است. کرجی فراتر از زمان خود بود و صحت برخی از نظریه های علمی ارائه شده در این کتاب، که ۱۰۲۰ سال پیش نوشته شده، پس از قرن ۱۷ میلادی، در اروپا تایید شده است. این کتاب در سال ۱۳۷۴ از سوی کمیسیون ملی یونسکو در ایران تجدیدچاپ شده‌است.